# Jane Richardson
Jane Shelby Richardson (25 de enero de 1941, Teaneck (Nueva Jersey), Estados Unidos) es una biofísica estadounidense que inventó los diagramas de Richardson, o diagramas de cintas, para representar la estructura tridimensional de proteínas. Es profesora de bioquímica en la Universidad de Duke.

## Biografía
Richardson nació el 25 de enero de 1941 y creció en Teaneck, Nueva Jersey. Su padre era ingeniero eléctrico y su madre era profesora de inglés. Sus padres alentaron el interés por la ciencia de su hija, que era miembro de los clubes de astronomía de la localidad ya en la escuela primaria. En 1958, siendo estudiante en la Escuela de educación secundaria de Teaneck, ganó el tercer puesto en el concurso Búsqueda de talento científico Westinghouse, una competición científica estadounidense para estudiantes de secundaria, con su cálculo de la órbita del satélite Sputnik a partir de sus propias observaciones.
Se matriculó en la Universidad de Swarthmore, con la intención de estudiar matemáticas, astronomía y física; al final se decidió por la Filosofía aunque cursó algunas asignaturas de Física. Continuó su educación en filosofía en la Universidad de Harvard, donde recibió el grado de máster en 1966. Tras convencerse de que carecía de aptitud para enseñar a estudiantes de instituto, se unió a su marido David Richardson, que se encontraba entonces completando un doctorado en el Instituto Tecnológico de Massachusetts. En 1970, el matrimonio se trasladó a la Universidad de Duke, donde conjuntamente dirigen un grupo de investigación. Jane Richardson ocupa actualmente la cátedra James Buchanan Duke de Bioquímica en la Universidad de Duke.

## Actividades científicas

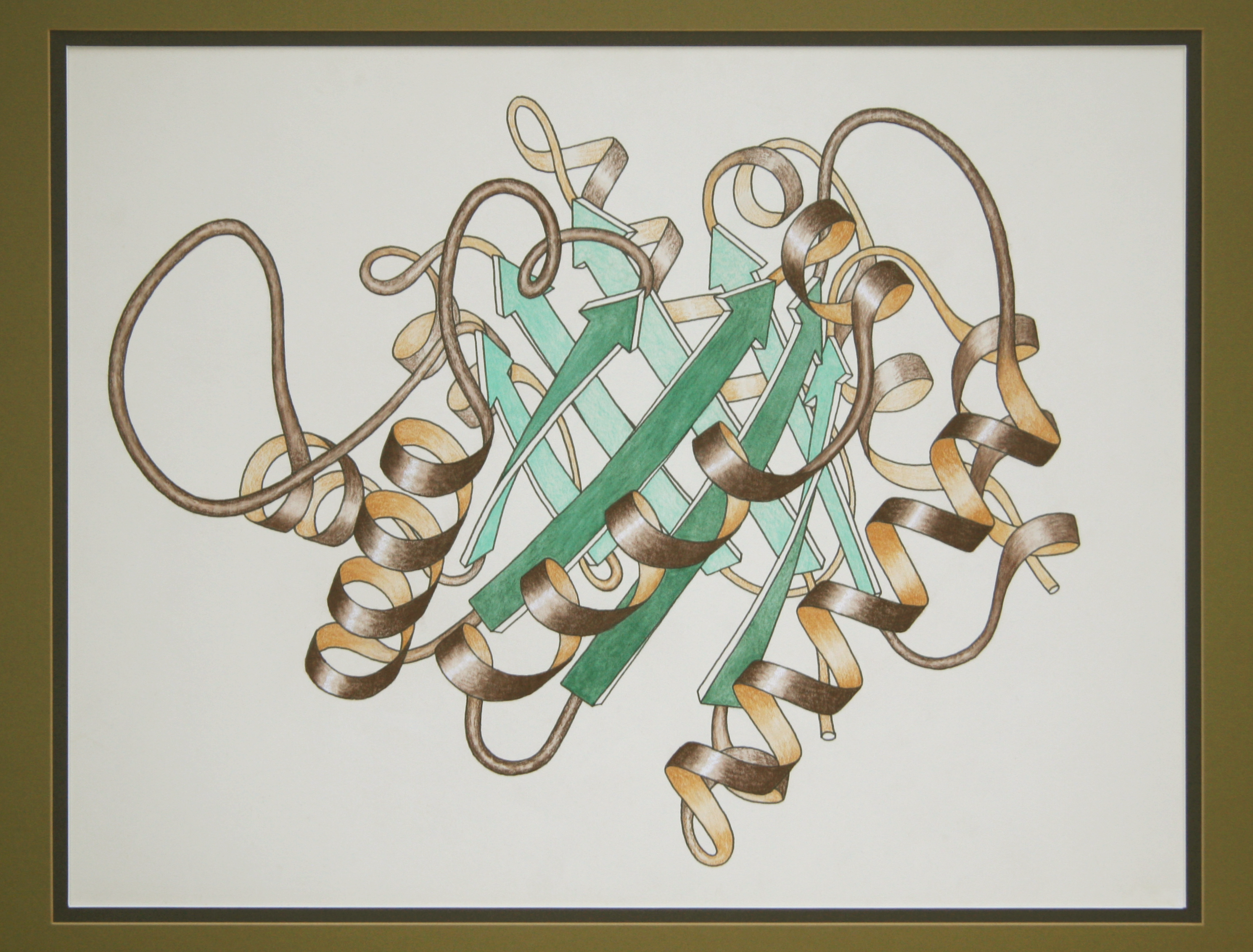
Representación esquemática de cintas de la Triosa fosfato isomerasa, dibujada por Jane Richardson.

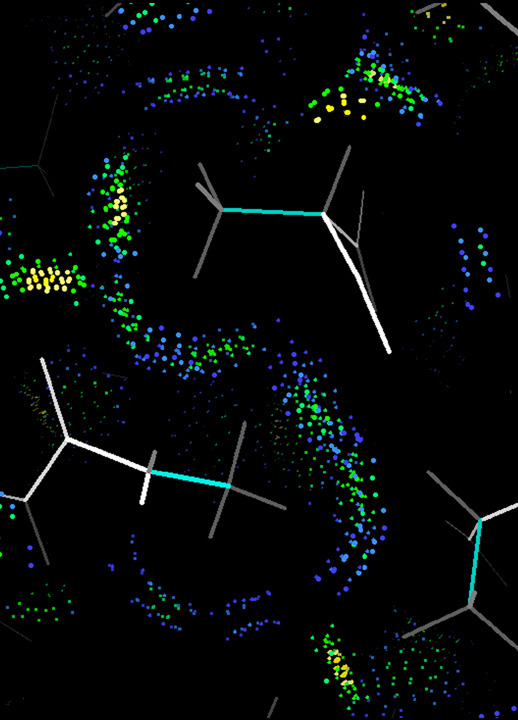
Puntos de contacto entre los átomos de dos alaninas correctamente emplazadas

Después de graduarse como máster en Filosofía en la Universidad de Harvard, Richardson empezó a trabajar como técnica en el Instituto Tecnológico de Massachusetts, en el mismo grupo que su marido. Participó en el estudio por cristalografía de rayos X de la estructura tridimensional de la proteína nucleasa de los estafilococos (código de identificación PDB 1SNS), una de las primeras estructuras de proteínas conocidas. En la Universidad de Duke, Jane y David Richardson determinaron la primera estructura cristalina de la superóxido dismutasa (código de identificación 2DOE).
A pesar de no tener experiencia previa en bioquímica, Jane Richarson se percató de que las moléculas de diferentes proteínas contaban con elementos estructurales comunes, que podían servir para clasificarlas en familias. Esta importante observación surgió de sus conocimientos de taxonomía botánica, adquiridos durante cursos de esta asignatura en Harvard, a los que asistió como oyente durante sus estudios universitarios. En 1977, publicó este resultado en la revista Nature.
Durante el curso de esta investigación, empezó a dibujar sus diagramas epónimos como método para interpretar las estructuras.
Estas representaciones aparecieron por primera vez en 1981 en Advances in Protein Chemistry, una publicación de bioinformática estructural, y se convirtieron en el forma estándar de ilustrar las estructuras de proteínas. Al respecto, Peter Agre, premio Nobel y profesor en Duke, comentó: «El trabajo de Jane y David nos permitió revelar la forma de las proteínas, y a partir de ahí fue más fácil entender su función.»
Posteriormente, los intereses científicos de los Richardson se extendieron a los campos de la síntesis bioquímica y de la biología computacional; en los años 80 estuvieron entre los pioneros en el diseño de novo de proteínas. En la década siguiente, desarrollaron el sistema «kinemage» ('kinemagen') para la representación gráfica de moléculas. David Richardson escribió el programa Mage para mostrarlas por ordenador, publicado en la por aquel entonces nueva revista Protein Science e idearon un método para analizar todos los contactos atómicos con el fin de medir la calidad del empaquetamiento dentro de las proteínas y en sus interacciones con otras moléculas. Más recientemente, realizaron estudios de los esquemas estructurales del ARN, así como de las proteínas, como parte del Consorcio de Ontología del ARN (ROC). Fueron asesores en el proyecto CASP8, un experimento a nivel internacional de predicción de estructuras de proteínas. Su grupo es uno de los cuatro equipos que colaboran en el desarrollo de los programas PHENIX para la cristalografía de rayos X de macromoléculas, y alojan en su sitio web y mantienen la aplicación MolProbity, un servicio para la validación y la mejora de modelos de estructuras de proteínas y ARN.
MolProbity utiliza el programa KiNG (sucesor de Mage) para mostrar kinemágenes tridimensionales en los navegadores de red. Jane Richardson colabora en el proyecto Worldwide Protein Data Bank (wwPDB) para la validación de estructuras determinadas por difracción de rayos X y resonancia magnética nuclear.

## Honores
Jane Richardson ha obtenido varios reconocimientos por su labor científica. En julio de 1985 recibió una beca MacArthur por su trabajo en bioquímica. Es miembro de la Academia Nacional de Ciencias de Estados Unidos y la Academia Estadounidense de las Artes y las Ciencias desde 1991 y del Instituto de Medicina desde 2006. Fue presidente de la Sociedad Biofísica entre 2012 y 2013. y socia de la Asociación de Cristalografía Americana en 2012.
Como parte de sus funciones en la Academia Nacional de Ciencias, Richardson sirve en consejos que asesoran a la Casa Blanca y el pentágono en asuntos científicos de importancia nacional.